# Stříbrná Skalice
Stříbrná Skalice település Csehországban, a Kelet-prágai járásban. Stříbrná Skalice Ondřejov, Vlkančice, Černé Voděrady, Oplany, Výžerky és Chocerady településekkel határos. Lakosainak száma 1553 fő (2025. január 1.).

## Népesség
A település lakosságának változását az alábbi diagram mutatja:
| Lakosok száma | 1847 | 1952 | 1662 | 1339 | 949  | 1207 | 1354 | 1400 | 1494 | 1553 |
|               | 1869 | 1900 | 1921 | 1961 | 1991 | 2011 | 2017 | 2020 | 2022 | 2025 |

## Híres személyek
- Hradové Střimelice-n született Karel Pavlík csehszlovák tiszt, aki ellenállt a német hadseregnek Cseh- és Morvaország megszállásakor, majd részt vett az ellenállásban.